# Váralja
Váralja là một thị trấn thuộc hạt Tolna, Hungary. Thị trấn này có diện tích 21,13 km², dân số năm 2010 là 888 người, mật độ 42 người/km².